# اتحاد نقابات النفط في العراق
اتحاد نقابات النفط في العراق تأسس في أكتوبر 2005 من اتحاد نقابة عمال التي بدأت التنظيم بعد غزو العراق، وهو أكبر اتحاد نقابي مستقل في العراق، ويضم عشرات الآلاف من الأعضاء. عارض الاتحاد بالكامل احتلال العراق (2003–2011).

## التاريخ
بدأ عمال النفط في العراق بتنظيم أنفسهم لأول مرة في نقابة شركة النفط الجنوبية في مايو 2003، وشكلوا ما أصبح يُعرف بالنقابة العامة لموظفي النفط. دفعوا للحفاظ على موارد العراق في يد العراقيين، مع بقاء النقابة مستقلة عن أي حزب سياسي وعن تأثيرات الاحتلال الأجنبي. لم تنضم النقابة لأي من الاتحادين النقابيين الرئيسيين في العراق: الحزب الشيوعي المرتبط باتحاد نقابات العمال أو الحزب الشيوعي العمالي المؤثر في اتحاد المجالس والنقابات العمالية، لكنها عملت مع كلا الطرفين.
اتحاد نقابات النفط في العراق، شاركت عمال النفط في حراك مباشر لطرد المديرين بعثية من المنشآت النفطية، حيث بدأت قوات الجيش في محاولة السيطرة على إدارة الصناعة. قادت شركة Kellogg Brown and Root (KBR) هذه المحاولات، لكنها أُبعدت بقوة من قبل عمال اتحاد نقابات النفط في العراق، بالإضافة إلى عمال المقاولين الفرعيين. ومع تهديدات بـإضراب، تمكن الاتحاد من تحقيق زيادات في الأجور تفوق ما كانت مستعدة الولايات المتحدة والاحتلال لدفعه. سيطرت KBR في النهاية على جزء كبير من إدارة صناعة النفط، مع استمرار المقاومة على شكل إضرابات في يونيو وأغسطس من ذلك العام، وحصار المنشآت. وفي حالات تهديد قوات الجيش باستخدام القوة، حذر عمال اتحاد نقابات النفط في العراق من أنهم سيقابلون بمقاومة مسلحة.
في يونيو 2004، تم تشكيل النقابة العامة لموظفي النفط من عمال الشركات النفطية الكبرى: شركة النفط الجنوبية، شركة الغاز الجنوبية، شركة التكرير الجنوبية، شركة الحفر العراقية، شركة نقل النفط، شركة تعبئة الغاز، شركة إنتاج النفط، شركة مشاريع النفط، وشركة خطوط أنابيب النفط. في مايو 2005، نظمت النقابة مؤتمراً كبيراً ضد خصخصة قطاع النفط، بمشاركة مئات النقابيين وممثلين عن مجموعات دولية أخرى. شهد يوليو وأغسطس المزيد من الإضرابات، غالبًا بنتائج لصالح العمال. في أكتوبر، قاد رئيس النقابة حسان جمعة عواد تغيير اسم النقابة إلى اتحاد نقابات النفط في العراق.